# Rikard Nordraak

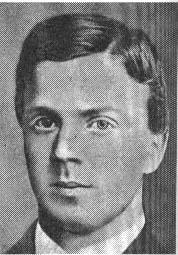
Rikard Nordraak

Rikard Nordraak (Oslo, toen Christiania, 12 juni 1842 - Berlijn, 20 maart 1866) was een Noors componist, onder meer van het Noorse volkslied, en jonggestorven voorvechter van de Noorse nationale romantiek.

## Levensloop

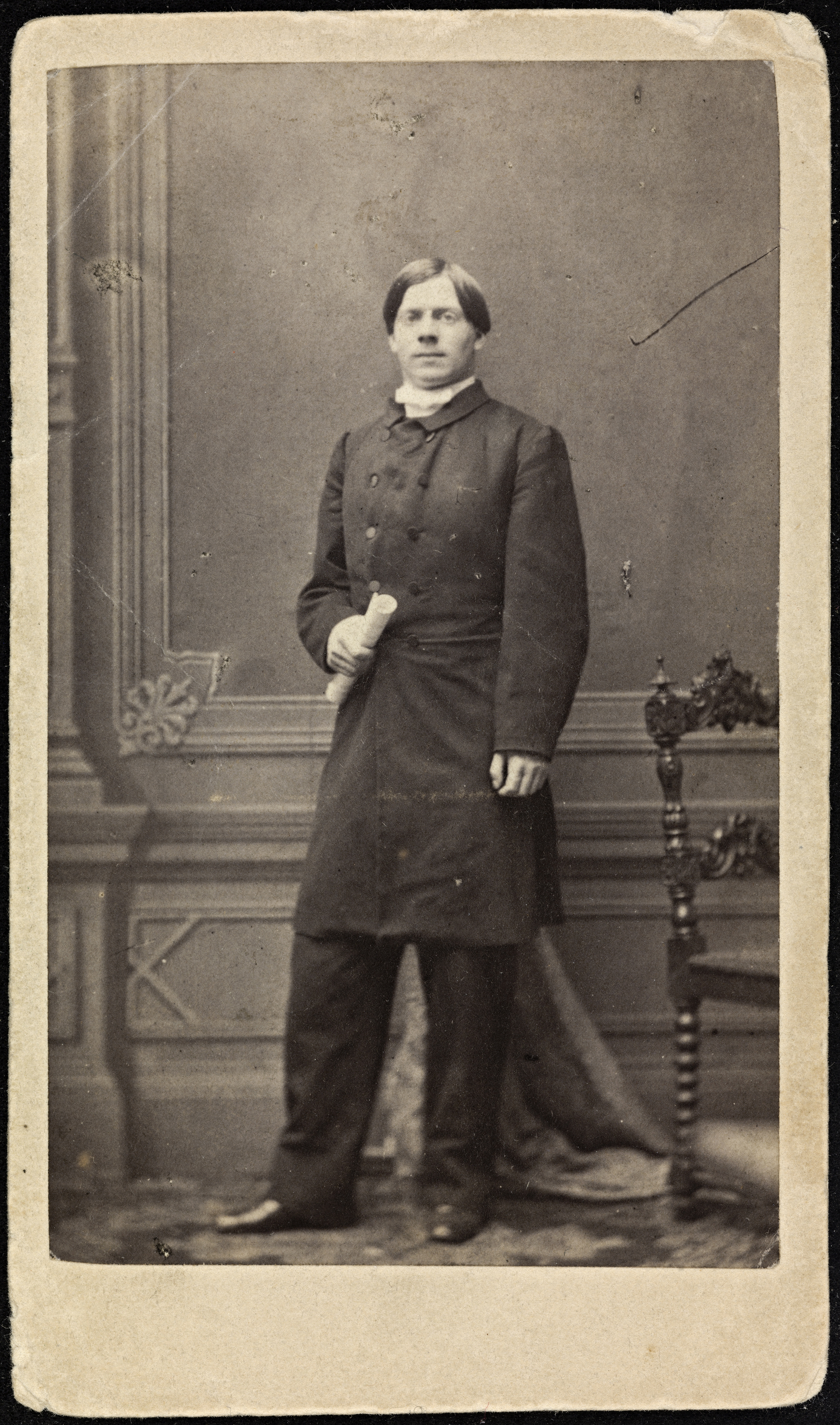
Rikard Nordraak gefotografeerd in Duitsland rond 1860.

Nordraak was voorbestemd voor een carrière in het zakenleven en vertrok in 1857 voor studie naar Kopenhagen. Zijn muzikale aspiraties waren echter groter en van 1859 tot zijn dood studeerde hij afwisselend in Berlijn bij Theodor Kullak en Friedrich Kiel en in Christiania (Oslo) bij Rudolph Magnus. 
Zijn vroegste composities dateren uit de winter 1859-60. In 1863 werd zijn opus 1 gepubliceerd: zes liederen op teksten van zijn oom Bjørnstjerne Bjørnson. Op diens gedicht Ja, vi elsker dette landet componeerde hij in 1864 het Noorse volkslied, dat hem beroemd maakte. Hij schreef ook de toneelmuziek voor Bjørnsons drama Maria Stuart i Skottland. Een ander werk van Nordraak, Kaares sang, is gebaseerd op een tekst uit Bjørnsons Sigurd Slembe. 
Onder Bjørnsons invloed werd hij enthousiast voor de ontwikkeling van een eigen nationale cultuur voor Noorwegen, dat lang bij Denemarken had behoord en sinds 1814 onder Zweeds gezag stond, al had het meer zelfstandigheid verkregen. Hij raakte ook bevriend met Edvard Grieg, die hij sterk beïnvloedde met zijn zelfbewuste ideeën over nationale Noorse muziek. Bij hun kennismaking zou hij volgens overlevering gezegd hebben: "Eindelijk ontmoeten wij elkaar, wij grote mannen".
Door zijn vroege dood heeft hij niet lang een rol van betekenis kunnen spelen. Zijn opus 2, bestaande uit liederen op gedichten van Bjørnson en Jonas Lie, was het laatste wat tijdens zijn leven in druk verscheen. Hij stierf in zijn 23e levensjaar aan tuberculose, toen hij zich juist weer in Berlijn gevestigd had om zijn studie voort te zetten.
Nordraak liet ongeveer veertig composities na, waaronder een Scherzo capriccioso voor piano, dat als opus 3 na zijn dood door Grieg werd uitgegeven. Hierin komen elementen van de Noorse volksmuziek voor. Verder schreef hij vooral liederen en werken voor mannenkoor. Zijn betekenis voor Noorwegen wordt echter vooral bepaald door het nationale volkslied dat hij componeerde en door de inspirerende invloed die hij uitoefende op andere componisten en kunstenaars.

## Postuum

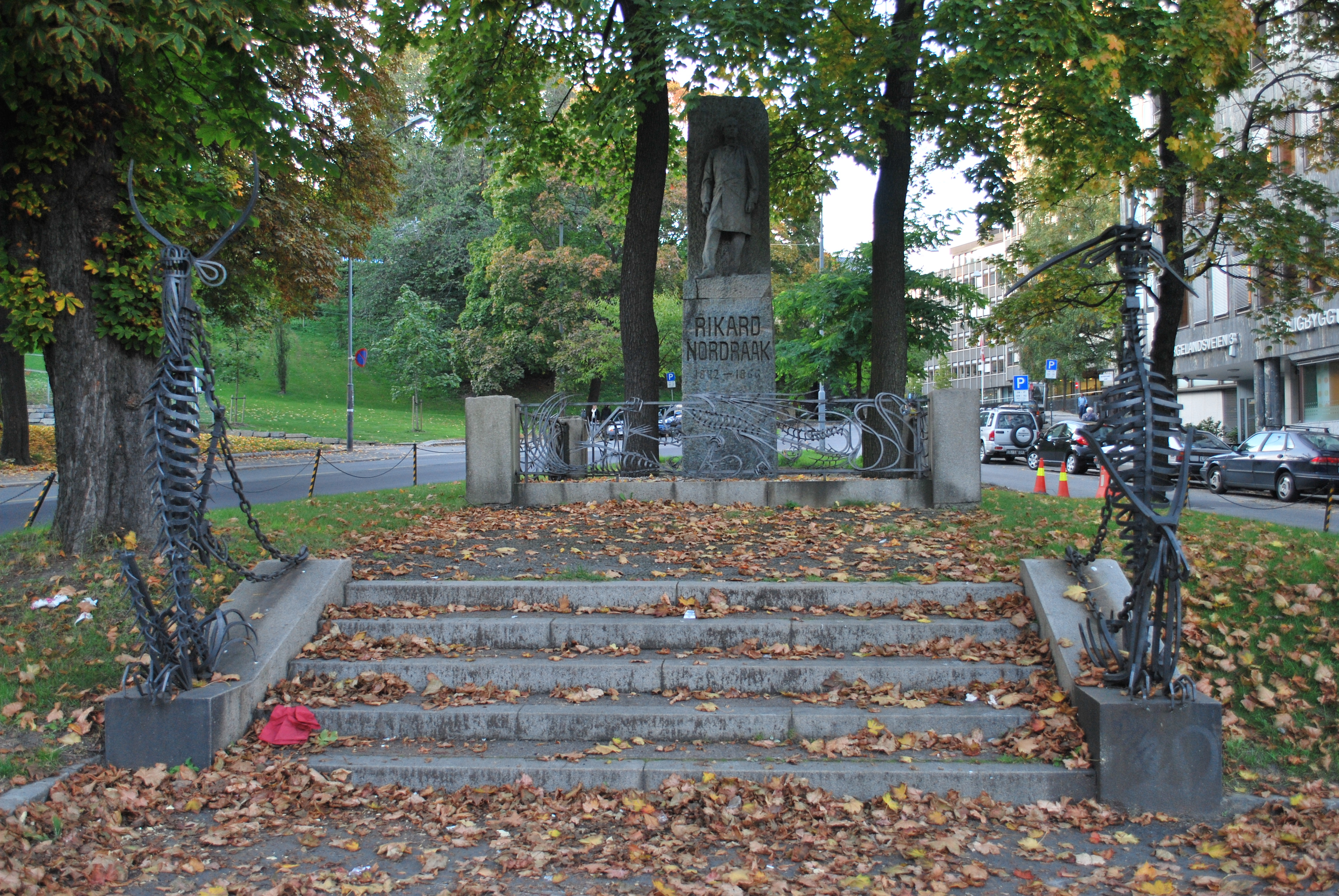
Standbeeld van Nordraak door Gustav Vigeland in Oslo.

- Na Nordraaks dood componeerde Grieg de Sørgemarsj over Rikard Nordraak (Treurmars voor Rikard Nordraak) voor harmonieorkest, die vooral bekend is in het latere arrangement voor symfonieorkest van Johan Halvorsen.
- Naar aanleiding van zijn veertigste sterfdag werd Nordraaks eenvoudige graf op het Jerusalemer Kirchhof in Berlijn van een vijf meter hoog grafmonument van Noors graniet voorzien. Het werd door Bjørnstjerne Bjørnson onthuld op de Noorse Onafhankelijkheidsdag, 17 mei 1906.
- Dit Berlijnse monument bleef bestaan nadat Nordraak in 1925 was herbegraven op de nationale begraafplaats Vår Frelsers Gravlund in Oslo.
- In Oslo staat sinds 1911 een standbeeld van Nordraak, vervaardigd door de beeldhouwer Gustav Vigeland.

- Bibsys: 90169522
- Bibliothèque nationale de France: cb138980164 (data)
- CiNii: DA13198148
- Gemeinsame Normdatei: 119545837
- International Standard Name Identifier: 0000 0000 8146 5440
- Library of Congress Control Number: n83189409
- MusicBrainz: 5fbdad36-6d67-448b-9c27-ddd2f7bd65d2
- Nationale Bibliotheek van Tsjechië: xx0186071
- Nederlandse Thesaurus van Auteursnamen: 142919888
- Virtual International Authority File: 66652602
- WorldCat: E39PBJfx9MqxyRDmyjW8rwhfv3